# 오녀산성
오녀산성(五女山城)은 중국 랴오닝성(遼寧省) 번시시(本溪市) 환인현(桓仁縣) 오녀산(五女山)에 위치한 산성(山城)이다. 해발 800미터 높이에 이르는 절벽의 천연 지세를 그대로 이용하여 쌓은 고구려 특유의 테뫼식 축성 양식을 보여준다.

## 개요
오녀산성은 대체로 직사각형 모양으로, 남북 길이 1500m, 동서 너비 300m이고, 전체 약 8km이다. 압록강의 지류인 훈강은 비류수(沸流水)로 비정되는데, 오녀산성은 그 중류인 환인저수지(桓仁水庫) 북서쪽 기슭에 위치하고 있다.
산성은 200m 높이의 절벽 위에 위치하고 있어 천연의 요새가 되어 왔다. 동쪽과 남쪽의 경사가 완만한 곳에는 성벽을 설치하였다. 한 번도 함락된 적이 없는 성이다.
1980년대 이래 여러 차례 이루어진 고고학 조사를 통해 산 정상부에서 신석기 시대 말~청동기 시대 초를 시작으로 金代에 이르는 5개의 문화층이 확인된 바 있다. 이중 고구려에 해당하는 제3기 문화층의 대형
건물지에서는 漢代의 五銖錢과 新代의 大泉五十錢이 출토되었다. 이를 통해 오녀산이 고구려 건국 시기에 해당하는 기원 전후한 때부터 이미 활용되고 있었다는 사실이 확인되었다.

## 상세
오녀산성은 고구려의 첫 도읍지인 홀본성(忽本城) 또는 졸본성(卒本城)으로 비정된다. 중국의 《위서》(魏書) 동이전에 흘승골성(紇升骨城)이라는 이름으로 처음 언급되었다. 『광개토대왕비』에는 홀본성(忽本城)이라고 하고, 삼국 시대 관련 다른 기록들은 대체로 졸본성(卒本城)이라 쓰고 있다. 《삼국유사》에서는 해모수가 건국한 북부여의 수도를 홀승골성이라고 언급하고 있다. 《고려사》 공민왕조에는 오로산성(五老山城) 또는 우라산성(于羅山城)으로 쓰여 있다.
조선 후기의 학자 안정복은 《동사강목》에서 오녀산성의 옛 이름인 우라산성의 발음이 위나암성에서 비롯된 것으로 보고 고구려의 국내성은 이곳에 있었다고 주장하였다.
노태돈은 《삼국사기》 고구려본기 대무신왕 11년(서기 28년) 7월조에 기록된 을두지의 발언에서 묘사되는 위나암성의 지형이 오늘날 오녀산성의 모습과 부합해 오녀산성이 졸본성이 아닌 서기 3년(유리왕 22년)에 천도한 국내 위나암성(尉那巖城)이라고 주장하였다. 그는 고구려의 집안 지역 천도를 산상왕 재위기로 보며, 졸본성을 환인댐에 의해 수몰된 나합성(喇哈城)으로 비정하였다.

## 왕도로서의 입지조건

### 군사 방어적 측면
오녀산은 자연적으로 형성된 천혜의 요새로서, 외적의 침입 이 발생했을 때 인근에 거주하던 주민들이 입보하여 최후의 방어지로 기능할 수 있다. 신충일의『건주기정도기』에 따르면 사면의 석벽은 깎아지른 듯하고, 단지 남쪽 에 있는 석문(石門)으로만 통행할 수 있어 한 장정이 관문을 지키면 만 명의 군사도 대적할 수 있다는 험준한 곳이라고 기록되어있다.

### 신앙적 경관의 측면
오녀산의 독특한 경관은 이곳을 신성처로 여기게끔 만드는 중요한 요인이다. 고대에 정치 중심 지가 형성되는 과정에서는 주민들을 하나로 묶어 주는 의례가 이루어지는 신성처의 존재가 매우 중요하다. 이는 학자에 따라 도시의 기원 자체를 사원과 같은 의례 공간에서 찾기도 한 다는 점을 통해서도 알 수 있다. 황룡이 나타나고, 붉고 푸른 구름이 끼는가 하면, 검은 운무가 끼었 다가 7일 만에 왕이 거처하는 궁실과 누대가 저절로 완성되는 등 신비스러운 이적이 일어나는 장소로 묘사되고 있어, 고구려 당대에 신성처로 인식되었던 오녀산의 경관적 특성을 잘 보여 준다.

### 자원·생산력 측면
오녀산 주변은 절대적 기준으로 보면 ‘비옥하다’고 할 수 없으나 주변 산지에 비해 ‘상대적으로’ 넓은 평지 공간으로 인하여 농업 생산력에 상대 적인 우위를 점할 수 있었으며 풍부한 수자원과 그곳에 서식하는 다양한 동물들의 존재를 통해 농작물 외 식자원 공급의 조건을 갖추었음을 알 수 있다.

## 같이 보기
- 졸본
- 국내성
- 환도성
- 환인현
- 집안시

## 참고 자료
- 오녀산성이 'Five Ladies Castle'이라니? - 오마이뉴스
- 고구려 개국도성 오녀산성을 찾아서 - 인민일보 한국어판